# Europäisches Programm für den Klimaschutz
Das Europäische Programm für den Klimaschutz (engl. European Climate Change Programme, kurz ECCP) ist Teil der Umweltpolitik der Europäischen Union und wurde im Juni 2000 von der Europäischen Kommission ins Leben gerufen. Damit sollten die Verpflichtungen, die die Europäische Union im Rahmen des Kyoto-Protokolls eingegangen ist, umgesetzt werden. Sämtliche EU-Staaten haben den Vertrag am 31. Mai 2002 ratifiziert.
Die wichtigste Maßnahme im Rahmen des ECCP ist der EU-Emissionshandel. Er ist zugleich das weltweit größte Emissionsrechtehandelsystem.
Am 25. Juni 1996 setzte sich der EU-Ministerrat das Ziel die durchschnittliche globale Erwärmung auf 2 °C zu beschränken.

## Verkehr
Mitte 2006 präsentierte die Europäische Kommission dem Europäischen Parlament und dem Europäischen Rat ein überarbeitetes Strategiepapier zur Eindämmung der globalen Klimaerwärmung. Die neuen Ziele sehen eine stärker als geplante Reduktion der CO2-Emissionen im Verkehrsbereich vor. Konkret soll der durchschnittliche CO2 Ausstoß neuer Fahrzeuge stufenweise von derzeit 160 auf 120 g/km gesenkt werden. Das entspricht in etwa dem Verbrauch von 4.5 l/100 km für Diesel- und 5 l/100 km für Benzinmotoren.
Am 19. Dezember 2007 präsentierte EU-Kommissar Stavros Dimas einen detaillierten Vorschlag, dem zufolge die genannten Grenzwerte für den Durchschnitt der Neuwagenflotte eines Herstellers gelten sollen. Demnach können Automobilhersteller den Grenzwert innerhalb des eigenen Unternehmens oder im Pool mit anderen Herstellern erreichen. Jeweils nach Ablauf eines Jahres soll festgestellt werden, ob die Grenzen eingehalten wurden. Autobauer, die den Durchschnittswert verfehlen, sollen drastische Bußgelder zahlen. Gemäß Kommissionsvorschlag sind dies im ersten Jahr 20 Euro pro zu viel emittiertes Gramm CO2/km und Fahrzeug. Im Jahr 2015 sollen es dann 95 Euro sein. Die deutsche Autoindustrie befürchtet aufgrund der hohen Stückzahlen und relativ abgasreicher Fahrzeuge Milliardenstrafen und zeigt heftigen Widerstand. Der Vorschlag muss noch vom EU-Parlament und den EU-Regierungen genehmigt werden.
Dimas erwartet, dass der Preis der Fahrzeuge durch die neue Regelung um bis zu 1300 Euro steigt. Dem stünden jedoch rund 2700 Euro Einsparungen durch geringeren Kraftstoffverbrauch gegenüber, wodurch das Autofahren sogar billiger werde.